# تپه خارکوب شوش
تپه خارکوب شوش مربوط به دوران پیش از تاریخ ایران باستان است و در جاده شوش به اندیمشک، روبروی روستای رداده واقع شده و این اثر در تاریخ ۲۵ اسفند ۱۳۷۹ با شمارهٔ ثبت ۳۰۷۹ به‌عنوان یکی از آثار ملی ایران به ثبت رسیده است.